# Stazione di Hikone
La stazione di Hikone (彦根駅?, Hikone-eki) è una stazione ferroviaria della città di Hikone, nella prefettura di Shiga in Giappone. La stazione è gestita dalla JR West e serve la linea Biwako (parte della linea principale Tōkaidō).

## Linee
- JR West
  - ■ Linea JR Biwako
  - ■ Linea principale Tōkaidō
- Ferrovie Ohmi
  - ● Linea Ohmi principale

## Struttura

### Stazione JR
La stazione è costituita da due piattaforme laterali con 2 binari in superficie al livello del terreno. 
Per quanto riguarda il traffico, per tutto il giorno alla stazione fermano circa quattro treni all'ora.
| 1 | ■ Linea JR Biwako | per Kusatsu, Kyoto e Ōsaka    |
| 2 | ■ Linea JR Biwako | per Maibara, Nagahama e Ōgaki |

### Stazione Ohmi
La stazione è costituita da due binari ai lati di un marciapiede centrale a isola. È presente un distributore automatico di biglietti e una biglietteria presenziata. La stazione non è dotata di varchi automatici, e il controllo dei biglietti viene effettuato manualmente dal personale. 
| 1 | ● Linea Ohmi principale | per Taga Taisha-mae, Yōichishi, Ōmi-Hachiman e Kibukawa |
| 2 | ● Linea Ohmi principale | per Toriimoto e Maibara                                 |

## Stazioni adiacenti
| ≪                                          | Servizio                                   | ≫                                          |
| Linea principale Tōkaidō (Linea JR Biwako) | Linea principale Tōkaidō (Linea JR Biwako) | Linea principale Tōkaidō (Linea JR Biwako) |
| ------------------------------------------ | ------------------------------------------ | ------------------------------------------ |
| Maibara                                    | Locale                                     | Minami-Hikone                              |
| Maibara                                    | Rapido Speciale                            | Notogawa                                   |
| Linea Ohmi principale                      |                                            |                                            |
| Toriimoto                                  | Locale                                     | Hikone-Serikawa                            |
| Toriimoto                                  | Rapido                                     | Yōkaichishi                                |